# 多花黄耆
多花黄耆（学名：Astragalus floridus）是豆科黄芪属的植物。分布于锡金以及中国大陆的甘肃、青海、四川、西藏等地，生长于海拔2,600米至4,300米的地区，多生在高山草坡和灌丛下，目前尚未由人工引种栽培。

## 异名
- Astragalus floridus Benth. ex Bunge var. multipilis Y. H. Wu